# Oxford Classical Dictionary
L’Oxford Classical Dictionary (abbreviato come OCD) è considerato un'enciclopedia composta da un solo volume in inglese su argomenti relativi alla storia antica e alle sue civiltà.

## Edizioni
L'OCD fu pubblicato nel 1949 (OCD1), a cura di Max Cary con l'assistenza di H. J. Rose, H. P. Harvey e A. Souter. Seguirono una seconda edizione nel 1970 (OCD2), a cura di N. G. L. Hammond e H. H. Scullard, e una terza edizione nel 1996 (OCD3), a cura di Simon Hornblower e Antony Spawforth. Una terza edizione riveduta è stata pubblicata nel 2003; essa è quasi identica alla precedente terza edizione. Infine, una quarta edizione è stata pubblicata nel 2012 (OCD4), a cura di Simon Hornblower e Antony Spawforth con l'assistenza di Ester Eidinow; questa edizione, che risulta essere la più recente, ha tre caratteristiche principali: la metà delle voci è stata rivista; sono state inserite 71 voci nuove e 19 sono state sostituite; sono state aggiornate le bibliografie di tutte le voci.
Oltre 6700 articoli del OCD coprono tutto dalla vita quotidiana degli antichi Greci e Romani, la loro geografia, la loro religione e le loro rappresentazioni storiche.

## Digitale e consultazione online
La terza edizione riveduta dell'OCD è disponibile online per i membri iscritti all'edizione o su Oxford Digital Reference Shelf, o su Oxford Reference Online Premium. La terza edizione era disponibile anche su CD-ROM, ma era parzialmente incompatibile con le versioni più recenti di Windows e non è stato né rivisto né ri-rilasciato.  La terza edizione è disponibile anche dalla Intelex Corporation attraverso il web ma non più su CD-ROM (la versione Intelex era compatibile con tutti i sistemi operativi Windows).

## Varie
Una copia dell'OCD è stata tradizionalmente offerta dalla National Latin Examination (la versione inglese dell'Esame nazionale di latino) come premio per gli studenti che ottengono quattro medaglie d'oro ascendenti consecutive nell'esame.